# Остин, Банни
Генри Уилфрид (Банни) Остин (англ. Henry Wilfried 'Bunny' Austin; 20 августа 1906, Лондон — 20 августа 2000, там же) — британский теннисист-любитель.
- Трёхкратный финалист турниров Большого шлема в одиночном разряде
- Трёхкратный финалист турниров Большого шлема в смешанном парном разряде
- Чеырёхкратный обладатель Кубка Дэвиса в составе сборной Великобритании
- Член Международного зала теннисной славы с 1997 года

## Биография
Генри Уилфрид Остин, за своё второе имя получивший прозвище «Банни» (Заяц — в честь одноимённого персонажа детского комикса), родился в 1906 году в Норвуде (южный Лондон) и окончил Рептонскую школу в Дербишире. По окончании школы он поступил в Селвин-колледж Кембриджского университета, где учился на историческом факультете. В дальнейшем он стал биржевым маклером.
В 1931 году Остин женился на актрисе Филлис Констам. После начала Второй мировой войны супруги отправились в США с циклом лекций, пропагандирующих организацию «Моральное перевооружение». Остин также выпустил книгу «Моральное перевооружение (битва за мир)». Это стало основанием для будущих обвинений в сознательном уклонении от военной службы, что не соответствовало действительности: с 1943 по 1945 год Остин служил в ВВС США.
Испорченная репутация привела к тому, что, когда после войны Остин подал заявление о восстановлении членства во Всеанглийском лаун-теннисном клубе, ему было в этом отказано. Он подавал заявление каждый год, в течение 22 лет, прежде чем выяснилось, что его принятие блокирует единственный член правления клуба. Этот человек в своё время был исключён из теннисной сборной Кембриджа, когда её возглавлял Банни, и не простил ему унижения. Только в 1984 году, после смерти своего врага, Остин был вновь принят в клуб. В последний раз он появился там меньше чем за два месяца до смерти, на Параде тысячелетия, в котором участвовали чемпионы Уимблдона прошлых лет. Появление ветерана в инвалидном кресле было встречено овацией, и Остин не смог удержаться от слёз. Он умер в августе 2000 года, в свой 94-й день рождения. Он пережил свою жену Филлис почти на четверть века.

## Игровая карьера
Уже в детстве Банни продемонстрировал способности к лаун-теннису, в 15 лет выиграл националльный чемпионат среди мальчиков в возрасте до 16 лет, а затем трижды подряд чемпионат среди юношей в возрасте до 18 лет. В 18 лет он стал членом Всеанглийского лаун-теннисного клуба. С 1926 по 1928 год он представлял Кембридж в университетских теннисных соревнованиях. Уже в 1926 году он выиграл свои первые взрослые турниры и вышел в 1/8 финала на Уимблдонском турнире. В 1928 году его остановил на этом же этапе действующий чемпион Анри Коше, в матче с которым Остин вёл 2:0 по сетам, но затем ему не хватило выносливости.
В 1929 году он был включён в состав сборной Великобритании в Международном кубке вызова (ныне известном как Кубок Дэвиса), но к этому моменту его уже начал затмевать более молодой Фред Перри. С этого момента и практически до конца карьеры Банни, несмотря на свои несомненные успехи, оставался в тени Перри. Этому способствовало и то обстоятельство, что Остину никак не удавалось победить в главных международных турнирах — таких, как Уимблдон, чемпионат США или чемпионат Франции. Остин, элегантный и умный игрок, тонко чувствующий теннис, играл в основном с задней линии, и ему не хватало силы подачи и разнообразия приёмов. В свой первый финал, в смешанном парном разряде, он вышел на чемпионате США как раз в 1929 году и проиграл. В 1931 году он снова проиграл в смешанных парах, теперь на чемпионате Франции, а в 1932 году потерпел поражение в финале Уимблдонского турнира в одиночном разряде.
В 1933 году Остину удалось, наконец, завоевать престижный теннисный трофей, но этого он добился вместе с Перри, обыграв в Международном кубке вызова действующих чемпионов — команду Франции. Перри, Остин и выступавший в парных встречах Пэт Хьюз затем выиграли главный командный приз международного тенниса ещё три раза подряд, дважды обыграв в финале американцев и один раз австралийцев. В эти годы в рядах сборной Остин обыграл таких звёзд, как Дон Бадж и Джек Кроуфорд.
В 1937 году Фред Перри перешёл в профессиональный теннис, и Остин оказался на позиции ведущего игрока Великобритании. В этом и следующем году ему удалось дважды дойти до финала турниров Большого шлема — сначала на чемпионате Франции, а затем на Уимблдоне, где он стал последним британским финалистом в мужском одиночном разряде на больше чем 70 лет (следующим британцем на этом уровне стал лишь в 2012 году Энди Маррей). Однако завоевать титул на турнире Большого шлема ему так и не удалось. На Уимблдонском турнире 1939 года стареющий Остин в отсутствие Дона Баджа, также перешедшего в профессионалы, был посеян под первым номером, но проиграл уже в четвертьфинале. Нормальному завершению его карьеры затем помешала начавшаяся война.

В 1997 году Генри Уилфрид Остин стал членом Международного зала теннисной славы. За время игровой карьеры он 11 раз подряд (с 1928 по 1938 год) включался в десятку сильнейших теннисистов мира, составляемую теннисными обозревателями газеты Telegraph, дважды — в 1931 и 1938 годах — занимая в этой иерархии второе место, соответственно после Анри Коше и Дона Баджа. Помимо своих спортивных результатов, он известен также как первый теннисист, игравший в шортах в международном турнире. Это произошло в 1932 году. Сам Банни рассказывал: 
Я чувствовал, что пропитанные потом фланелевые крикетные брюки сковывают мои движения, поэтому мой портной смастерил для меня шорты на пробу.
 Интересно, что сестра Банни, Джоан Винифред, в 1931 году стала первой теннисисткой, игравшей на Центральном корте Уимблдона без чулок.

## Участие в финалах турниров Большого шлема за карьеру (0+6)

### Одиночный разряд (0+3)
Поражения (3)
| Год  | Турнир                  | Соперник в финале | Счёт в финале |
| ---- | ----------------------- | ----------------- | ------------- |
| 1932 | Уимблдонский турнир     | Эллсуорт Вайнз    | 4-6, 2-6, 0-6 |
| 1937 | Чемпионат Франции       | Хеннер Хенкель    | 1-6, 4-6, 3-6 |
| 1938 | Уимблдонский турнир (2) | Дон Бадж          | 1-6, 0-6, 3-6 |

### Смешанный парный разряд (0+3)
Поражения (3)
| Год  | Турнир              | Партнёрша            | Соперники в финале        | Счёт в финале |
| ---- | ------------------- | -------------------- | ------------------------- | ------------- |
| 1929 | Чемпионат США       | Филлис Ковелл        | Бетти Натхолл Джордж Лотт | 3-6, 3-6      |
| 1931 | Чемпионат Франции   | Дороти Шеферд-Баррон | Бетти Натхолл Пэт Спенс   | 3-6, 7-5, 3-6 |
| 1934 | Уимблдонский турнир | Дороти Шеферд-Баррон | Дороти Раунд Рюки Мики    | 6-3, 4-6, 0-6 |

## Статистика участия в финалах турниров Большого шлема в одиночном разряде
Статистика приводится по базе данных Tennis Archives
| Турнир              | 1926 | 1927 | 1928 | 1929 | 1930 | 1931 | 1932 | 1933 | 1934 | 1935 | 1936 | 1937 | 1938 | 1939 | Итого | В/П за карьеру |
| ------------------- | ---- | ---- | ---- | ---- | ---- | ---- | ---- | ---- | ---- | ---- | ---- | ---- | ---- | ---- | ----- | -------------- |
| Чемпионат Франции   | НУ   | НУ   | НУ   | 3К   | НУ   | 3К   | НУ   | НУ   | 1/4  | 1/2  | 1/4  | Ф    | НУ   | НУ   | 0/6   | 17—6           |
| Уимблдонский турнир | 4К   | НУ   | 4К   | 1/2  | 4К   | 1/4  | Ф    | 1/4  | 1/4  | 1/4  | 1/2  | 1/2  | Ф    | 1/4  | 0/13  | 56—13          |
| Чемпионат США       | НУ   | НУ   | 3К   | 1/4  | НУ   | НУ   | 4К   | НУ   | НУ   | НУ   | НУ   | НУ   | НУ   | НУ   | 0/3   | 9—3            |

## Участие в финалах Кубка Дэвиса (4+2)
| Результат | Год  | Место проведения       | Команда                                                | Соперники в финале                                 | Счёт |
| --------- | ---- | ---------------------- | ------------------------------------------------------ | -------------------------------------------------- | ---- |
| Поражение | 1931 | Париж, Франция         | Великобритания Ч. Кингсли, Б. Остин, Ф. Перри, П. Хьюз | Франция Ж. Боротра, Ж. Брюньон, А. Коше            | 2:3  |
| Победа    | 1933 | Париж                  | Великобритания Г. Ли, Б. Остин, Ф. Перри, П. Хьюз      | Франция Ж. Боротра, Ж. Брюньон, А. Коше, А. Мерлен | 3:2  |
| Победа    | 1934 | Лондон, Великобритания | Великобритания Г. Ли, Б. Остин, Ф. Перри, П. Хьюз      | США С. Вуд, Дж. Лотт, Л. Стёфен, Ф. Шилдс          | 4:1  |
| Победа    | 1935 | Лондон                 | Великобритания Б. Остин, Ф. Перри, Р. Таки, П. Хьюз    | США Д. Бадж, Дж. ван Рин, У. Эллисон               | 5:0  |
| Победа    | 1936 | Лондон                 | Великобритания Б. Остин, Ф. Перри, Р. Таки, П. Хьюз    | Австралия А. Квист, Дж. Кроуфорд                   | 3:2  |
| Поражение | 1937 | Лондон                 | Великобритания Б. Остин, Р. Таки, Ф. Уайлд, Ч. Хейр    | США Д. Бадж, Дж. Мако, Ф. Паркер                   | 1:4  |